# Andrzej Konopka (aktor)
Andrzej Konopka (ur. 1969) – polski aktor filmowy, teatralny i telewizyjny.

## Życiorys
Wychowywał się w Wyśmierzycach. Tam uczęszczał do szkoły podstawowej. Następnie ukończył I Liceum Ogólnokształcące im. Mikołaja Kopernika w Radomiu. Podjął studia na Akademii Wychowania Fizycznego w Warszawie. Po tych studiach ukończył Studium Nauczycielskie w Radomiu. Przez rok pracował w Warszawie jako nauczyciel wychowania fizycznego. Następnie zatrudnił się jako montażysta w Teatrze Nowym kierowanym przez Adama Hanuszkiewicza. Rok później dostał się na Wydział Sztuki Lalkarskiej w Białymstoku. Przeniósł się do Krakowa, gdyż dostał się na tamtejszą uczelnię. Jest absolwentem Państwowej Wyższej Szkoły Teatralnej im. Ludwika Solskiego w Krakowie (1997). Po studiach rozpoczął pracę w Teatrze Słowackiego w Krakowie. Następnie przeniósł się do Teatru Nowego w Łodzi. Ostatecznie zamieszkał w Warszawie, gdzie założył rodzinę. Przez pewien czas pracował w Teatrze Studio, współpracował z wieloma warszawskimi teatrami. Obecnie nie jest związany z żadnym z nich. Od września 2012 odgrywa postać burdel taty w założonym przez Michała Walczaka kabarecie „Pożar w Burdelu”.

## Role teatralne
- „O północy przybyłem do Widawy... czyli Opis obyczajów III” reż. Mikołaj Grabowski, obsada aktorska
- „Przylgnięcie” reż. Aldona Figura, rola: Lekarz
- „Yerma” reż. Wojtek Klemm, obsada aktorska
- „Pantaleon i wizytantki” reż. Paweł Aigner, rola: Pantaleon Pantoja
- „Kurz” reż. Anna Trojanowska, obsada aktorska
- „Kariera Artura Ui” reż. Wojciech Klemm, rola: Arturo Ui
- „Szajba” reż. Anna Trojanowska, rola: Mister Ble
- „Omyłka” reż. Wojtek Klemm, obsada aktorska
- „Nadobnisie i Koczkodany, czyli Zielona Pigułka” reż. Łukasz Kos, rola: Graf Andrzej Władimirowicz Czubinin-Zaletajew
- „Prze(d)stawienie” reż. Agata Duda-Gracz, rola: Autor
- „Weź przestań” reż. Jan Klata, rola: Sylwek
- „Agata szuka pracy” reż. Krzysztof Rekowski, rola: Menadżer
- „Czerwone nosy” reż. Małgorzata Bogajewska, rola: Toulon
- „Koronacja” reż. Łukasz Kos, rola: Maciek
- „Hamlet” reż. Kazimierz Dejmek, rola: Laertes
- „Kadisz” reż. Remigiusz Brzyk, rola: Perczyk
- „Go-Go czyli neurotyczna ...” reż. Łukasz Kos, obsada aktorska
- „Sen pluskwy” reż. Kazimierz Dejmek, rola: Perczyk
- „Beztlenowce” reż. Łukasz Kos, rola: On I
- „Król Lear” reż. Mikołaj Grabowski, rola: Edmund
- „Kaleka z Inishmaan” reż. Remigiusz Brzyk, rola: Babbybobby
- „Momotaro” reż. Zespół, rola: Święty Starzec, Stary Rybak, Lis
- „Zamęt albo Hurlyburly” reż. Jacek Orłowski, rola: Eddie
- „Prorok Ilja” reż. Mikołaj Grabowski, rola: Charyton
- „Rzeźnia” reż. Remigiusz Brzyk, rola: Skrzypek
- „Moralność Pani Dulskiej” reż. Stanisław Świder, rola: Zbigniew Dulski
- „Wspólny pokój” reż. Iwona Kempa, rola: Józef
- „Babiniec” reż. Grzegorz Wiśniewski, rola: Baron, Czalikow, Krylin

## Filmografia

### Filmy
- 2000: Duże zwierzę reż. Jerzy Stuhr – obsada aktorska
- 2002: Moje pieczone kurczaki w „POKOLENIE 2000” reż. Iwona Siekierzyńska – Piotr, partner Sabiny
- 2004: Teraz ja reż. Anna Jadowska – mąż jadący nad morze
- 2005: Lawstorant reż. Mikołaj Haremski – obsada aktorska
- 2006: Trójka do wzięcia reż. Bartosz Konopka – Pan Krzywkowski
- 2009: Popiełuszko. Wolność jest w nas reż. Rafał Wieczyński – starszy sierżant MO w prokuraturze
- 2010: Śniadanie do łóżka reż. Krzysztof Lang – Prywatny detektyw
- 2010: Lęk wysokości reż. Bartosz Konopka – Andrzej, wydawca w TVP
- 2010: Joanna reż. Feliks Falk – Lucjan
- 2011: Róża reż. Wojciech Smarzowski – doktor Leliwa
- 2013: Wałęsa. Człowiek z nadziei reż. Andrzej Wajda – celnik
- 2014: Obietnica reż. Anna Kazejak – popijający kawę
- 2014: Arbiter uwagi reż. Jakub Polakowski – Sułtan
- 2014: Ziarno prawdy reż. Borys Lankosz – policjant Marszałek
- 2015: Ojciec reż. Artur Urbański – Sąsiad
- 2015: Żyć nie umierać reż. Maciej Migas – Dr Waldek
- 2015: Anatomia zła reż. Jacek Bromski – Pułkownik, dowódca Waśki
- 2015: Czerwony pająk reż. Marcin Koszałka – Technik śledczy
- 2015: Córki dancingu reż. Agnieszka Smoczyńska – Perkusista
- 2015: Moje córki krowy reż. Kinga Dębska – Reżyser serialu
- 2016: Szczęście świata reż. Michał Rosa – Konrad
- 2016: Sługi boże reż. Mariusz Gawryś – Tadeusz Kalita
- 2016: Powidoki reż. Andrzej Wajda[3]
- 2017: Pokot reż. Agnieszka Holland – komendant
- 2017: Atak paniki reż. Paweł Maślona – Jacek
- 2018: Kler reż. Wojciech Smarzowski – kierownik budowy
- 2018: Nina reż. Olga Chajdas – Wojtek
- 2019: Żelazny most reż. Monika Jordan-Młodzianowska – Mikołaj
- 2019: Solid Gold reż. Jacek Bromski – Paweł Nogaj
- 2020: Polot reż. Michał Wnuk – Stanisław Pacak
- 2020: Hura, wciąż żyjemy! reż. Agnieszka Polska – barman w „Disco Alex”
- 2020: 25 lat niewinności. Sprawa Tomka Komendy reż. Jan Holoubek – komisarz Tołoczko
- 2021: Jakoś to będzie reż. Sylwester Jakimow – wychowawca
- 2021: Erotica 2022 reż. Anna Kazejak – Borys Polkowski (nowela Znikanie pani B)
- 2021: Chrzciny reż. Jakub Skoczeń – ksiądz Wiesław
- 2022: Spadek reż. Jakub Laskowski – mecenas Bronisław Granowski
- 2022: Nie zgubiliśmy drogi reż. Anna Sasnal, Wilhelm Sasnal
- 2023: Unmoored reż. Caroline Ingvarsson – Slobi
- 2023: Imago reż. Olga Chajdas – ojciec Stacha
- 2024: Biała odwaga reż. Marcin Koszałka – Skorus
- 2024: Rzeczy niezbędne reż. Kamila Tarabura – Adam

### Seriale
- 2003–2005 – Sprawa na dziś – radny Stefan Jawolski, były „opiekun” prostytutek
- 2003–2010 – Na Wspólnej – lekarz Jarek
- 2004: Kryminalni – pracownik operatora telefonii komórkowej (odcinek 13)
- 2005–2007 – Pitbull – prokurator Seria I (odcinek 5), Seria II (odcinki 7, 9, 15)
- 2007: Ekipa – Jan Bednarek, przywódca neofaszystów (odcinki 4, 10)
- 2007: M jak miłość – lekarz (odcinek 556)
- 2008: Glina – sanitariusz Waldek (odcinki 18, 20, 24-25)
- 2009: Naznaczony – lekarz więzienny (odcinek 8)
- 2009: Sprawiedliwi – Niemiec
- 2009: Przystań – Irek (odcinek 9)
- 2010: 1920. Wojna i miłość – podporucznik Widmański, oficer kontrwywiadu
- 2010: Apetyt na życie – developer
- 2010: Hotel 52 – Brzeziński (odcinek 12)
- 2010: Ojciec Mateusz – lekarz policyjny (odcinek 44)
- 2010: Chichot losu – inżynier Albert Wilga (odcinki 3, 4, 11)
- 2011: Czas honoru (Jurgen Kugel)
- 2011: Szpilki na Giewoncie – prezes
- 2011: Układ warszawski – „Siny”
- 2012: Na krawędzi – komendant Stolarz, (odcinek 3 i 13)
- 2012: Paradoks – kapitan Roman Nowaczyk, (odcinek 2)
- 2012–2015: Prawo Agaty – prokurator Sadowski
- 2013: To nie koniec świata – Jarek, (odcinek 3 i 6)
- 2013: Lekarze – Kostrzewa, stryj Moniki (odcinek 29)
- 2013: Głęboka woda – Roman (odcinek 22)
- 2013: Przepis na życie – Przemysław Kłak, urzędnik ministerstwa (odcinek 51, 52)
- 2013: Ojciec Mateusz – Marian Bruzda, właściciel domu opieki (odcinek 125)
- 2013–2014: Komisarz Alex – Sylwester Wilczyk (odcinki 52-53, 59, 62)
- 2014: Ojciec Mateusz (odc. 153)
- 2015: Nie rób scen jako Krzysiek Jurecki, mąż Ewy
- 2015: Pakt – Kowalik, redaktor naczelny „Kuriera”
- 2016: Belfer – burmistrz
- 2017: Na dobre i na złe – Darek (odcinek 683)
- 2017: W rytmie serca – Tomasz Skrzynecki, właściciel firmy budowlanej (odcinek 5)
- 2017, 2019: Wataha – kapitan Krzysztof Starowicz „Doktor”
- 2018: Nielegalni – „Czerstwy”
- 2018: 1983 – Dominik „Sami” Samolczyk
- 2018–2019: Znaki – komisarz Michał Trela
- 2019: Motyw – Maks Porębski, mąż Luizy
- 2019: Pisarze. Serial na krótko – znajomy (odcinek 12)
- 2020: Żywioły Saszy – Wojciech „Drugi” Szkudłapski
- 2020: Bez skrupułów – Paweł Nogaj
- 2021: Planeta singli. Osiem historii – Jerzy Stobnicki
- 2021: Dom pod dwoma orłami – Jan Liski
- 2022: Wotum nieufności – Krystian Hajkowski
- 2023: Absolutni debiutanci – Paweł Maj
- 2023: Informacja zwrotna – Zbyszek
- 2024: Przesmyk – Zbigniew Lange

## Dubbing
- 2017: Dziennik cwaniaczka: Droga przez mękę – Brodacz
- 2017: Kapitan Majtas: Pierwszy wielki film – Pan Zad